# Adolphe Bartels
Pour les articles homonymes, voir Bartels.
Ne doit pas être confondu avec Adolf Bartels.
Adolphe Bartels, né le 24 août 1802 à Bruxelles, où il est mort le 29 mai 1862, est un journaliste et écrivain catholique libéral belge. Avec le recul, on peut dire qu'il préfigure le catholicisme social.

## Biographie
Adolphe Bartels est le fils d'un négociant en draps d'origine allemande et de confession luthérienne installé à Bruxelles à la fin du XVIIIe siècle ; sa mère, catholique et peu instruite, est la fille d'un couple de rentiers bruxellois. Adolphe est l'aîné d'une famille en voie d'ascension sociale au moment de sa naissance. Il est baptisé dans la foi de son père. 
Il fait des études secondaires sans manifester un grand intérêt. Aussi entre-t-il assez vite dans l'entreprise familiale. En 1823, alors qu'il séjourne en Allemagne en tant que commis-voyageur, il se convertit au catholicisme peu après le décès de son père. Critique à l'égard de son ancienne confession, il restera cependant toute sa vie attaché à un certain nombre d'opinions proches du protestantisme libéral. Ce qu'il considérera toujours comme essentiel, c'est la libre pensée, apparue d'abord dans les milieux protestants.    
Par ailleurs, il développe une forte sensibilité sociale et s'engage, aux côtés d'hommes comme le juriste, journaliste et bientôt inspecteur général des prisons et établissements de bienfaisance Édouard Ducpétiaux (1804-1862), le républicain intransigeant Louis Labarre (1810-1892) ou le publiciste libéral radical Lucien Jottrand (1804-1877), dans la lutte contre le paupérisme, l'illettrisme et la délinquance. 
Républicain, libéral plutôt radical, sincèrement catholique, Adolphe Bartels annonce le catholicisme social qui verra le jour vers la fin du XIXe siècle. Dans le journal Le Catholique des Pays-Bas, il affirme dès juillet 1829: « Les mots catholicisme et libéralisme expriment deux doctrines différentes, mais non opposées (...) la fusion des deux ordres d'idées désormais compatibles et même parallèles s'opérera comme d'elle-même ». Pour Bartels, cette conviction survivra à l'Unionisme, ce mouvement qui, pendant une dizaine d'années, regroupa les cléricaux et les libéraux « belges » en vue d'obtenir - si possible - l'autonomie de leurs provinces, puis, au regard des événements des mois d'août et de septembre 1830 (début de la révolution), pour carrément conquérir l'indépendance de la Belgique. 
En 1830, Adolphe Bartels prend parti pour la révolution belge et l'indépendance des provinces méridionales du royaume uni des Pays-Bas, constitué en 1815 lors du congrès de Vienne. 
En 1833-1834, il participe à la rédaction de l'hebdomadaire La Voix du Peuple, publié par un groupe de réfugiés polonais résidant à Bruxelles, notamment Joachim Lelewel.
Vers 1840, il dirige Le Patriote belge et, peu après, Le Débat social dont il quitte la direction en 1845 (son successeur est Félix Delhasse) ; en 1846, par opposition aux idées fouriéristes propagées par Le Débat social, Adolphe Bartels cesse toute collaboration et se retire du capital du journal.
Il est inhumé au cimetière de Bruxelles à Evere.

## Publications
- Les Flandres et la Révolution belge, Bruxelles, Imprimerie J. de Wallens et Cie, 1834 .
- Documens[3] historiques sur la Révolution belge, Bruxelles et La Haye, 1836 (2e édition revue, corrigée et augmentée) .